# Suplikacja
Als suplikacja, Plural: suplikacje, wird im Polnischen ein religiöser Flehgesang bezeichnet. Das im deutschen Sprach- und Kulturraum heutzutage weitgehend unbekannte Gesangsgebet ist in Polen bis heute weit verbreitet und findet gerade zu Zeiten der Pandemie regelmäßige Anwendung. Die für die suplikacje typische dreifache Anrufung Gottes (griechisch: Trisagion) hat ihre Wurzeln im 4. Jahrhundert und war ab dem 5. Jahrhundert fester Bestandteil der Liturgien in der Ostkirche.